# Iván Mijailichenko
Iván Jarlampovich Mijailichenko (en ruso: Ива́н Харла́мпович Михайличе́нко, en ucraniano: Іван Харлампійович Михайличенко; Almazna, RSS de Ucrania, 2 de septiembre de 1920 – Moscú, Unión Soviética, 2 de junio de 1982)  fue un aviador militar soviético del avión de ataque a tierra Ilyushin Il-2  que combatió en la Segunda Guerra Mundial en la Fuerza Aérea Soviética. En el curso de dicho conflicto recibió dos veces el título de Héroe de la Unión Soviética. Después de la guerra, permaneció en el ejército donde se convirtió en instructor de vuelo.

## Biografía

### Infancia y juventud
Iván Mijailichenko nació el 2 de septiembre de 1920 en el seno de una familia de campesinos ucranianos, en Almazna, una pequeña localidad situada en la efímera Gobernación de Donets —actualmente en el raión de Alchevsk del óblast de Lugansk en Ucrania—, entonces parte de la RSS de Ucrania. La Unión Soviética no se constituyó oficialmente hasta finales de 1922. Después de graduarse de siete grados en la escuela local en 1936, trabajó como electricista en una mina y asistió a la Escuela de Minería de Sergó (actualmente la ciudad de Kádievka), donde se graduó en 1938. Al año siguiente completó su entrenamiento en el club de vuelo local, pero no ingresó en el Ejército Rojo hasta abril de 1940.

### Segunda Guerra Mundial
Poco antes del inicio de la Operación Barbarroja (la invasión alemana de la Unión Soviética) comenzó a entrenar en la Escuela de Pilotos de Aviación Militar de Voroshilovgrado, que tuvo que ser evacuada a Uralsk debido al avance de las fuerzas alemanas. Después de graduarse en la escuela de aviación en enero de 1943, fue asignado al 19.º Regimiento de Aviación de Reserva. Donde permaneció hasta junio, cuando fue enviado al frente de guerra como parte del 667.° Regimiento de Aviación de Asalto, aunque poco más tarde ese mismo mes fue expulsado y enviado como un simple soldado raso en las tropas terrestres por una violación disciplinaria; en otoño se le permitió regresar a su unidad y se restableció su rango de subteniente.
En febrero de 1944, el 667.º Regimiento fue honrado con la designación honorífica de guardias y pasó a llamarse 141.º Regimiento de Aviación de Asalto de Guardias. Para sus primeras 87 misiones de combate en el avión de ataque a tierra Ilyushin Il-2, fue nominado para el título de Héroe de la Unión Soviética el 12 de enero de 1944, que le fue otorgado el 1 de julio de 1944. Fue nominado para el título por segunda vez el 20 de abril de 1945, que se le otorgó el 27 de junio de 1945.
Al comienzo de la guerra, era piloto con el rango de sargento, pero después de haber ascendido de rango, fue teniente primero y comandante de escuadrón al final de la guerra. Participó en numerosas batallas aéreas en los cielos de las ciudades de Kursk, Járkov, Kirovogrado, en el cruce del Dniéper, Leópolis, Silesia, Praga y Berlín; en total consiguió tres victorias aéreas en solitario y tres compartidas, durante la guerra realizó 187 misiones de combate y participó en veintiséis combates aéreos (dogfight) mientras volaba el Il-2. Menos de un mes después de la victoria fue ascendido al grado de capitán.

### Posguerra
Después de la guerra Mijailichenko permaneció como comandante de escuadrón en su regimiento hasta que este se disolvió en 1946, después se desempeñó como comandante de escuadrón en el 101.º Regimiento de Cazas de la Guardia antes de ingresar en la Academia Militar de la Fuerza Aérea. Aunque no llegó a graduarse y regresó a su regimiento poco antes de que este se disolviera, por lo que en marzo de 1947 fue reasignado al 100.º Regimiento de Aviación de Cazas de la Guardia. En julio de ese mismo año, fue nombrado subcomandante del 28.º Regimiento de Aviación de Cazas de la Guardia, que utilizaba el P-63 de fabricación estadounidense, así como los aviones soviéticos MiG-9, MiG-15 y Yak-15.
En mayo de 1950, fue reasignado al 145.º Regimiento de Cazas de la Guardia, en el que ocupó una variedad de puestos, incluidos comandante de vuelo, comandante de escuadrón e instructor. En enero de 1955, fue asignado al 147.° Regimiento de Cazas de la Guardia, puesto en el que permaneció hasta enero de 1958. Ese año se graduó de entrenamiento de vuelo adicional en Lípetsk, posteriormente se convirtió en comandante adjunto de su regimiento. Allí, a veces volaba con el futuro cosmonauta Borís Volynov. Entre 1960 y 1962 trabajó como instructor de vuelo de los cazas soviéticos MiG-17 y Yak-25 en Yaroslavl.
En 1962 se retiró del ejército con el rango de teniente coronel, después trabajó como mecánico en una planta del Instituto de Investigación Científica de Fuentes de Corriente de toda la Unión hasta 1974 cuando se jubiló. Murió en Moscú el 2 de junio de 1982 y fue enterrado en el cementerio Vostryakovsky.

## Promociones
- Sargento (1 de enero de 1943)
- Subteniente (24 de mayo de 1943)
- Degradado a soldado (junio de 1943)
- Subteniente (otoño de 1943)
- Teniente (3 de abril de 1944)
- Teniente primero (25 de septiembre de 1944)
- Capitán (16 de junio de 1945)
- Mayor (4 de febrero de 1952)
- Teniente coronel (27 de junio de 1955)
- Coronel en la reserva (15 de abril de 1975)[1]

## Condecoraciones
A lo largo de su carrera militar Iván Mijailichenko fue galardonado con las siguientes condecoraciones
|  | Héroe de la Unión Soviética, dos veces (1 de julio de 1944 y 27 de junio de 1945)                                                     |
|  | Orden de Lenin (1 de julio de 1944)                                                                                                   |
|  | Orden de la Bandera Roja, cuatro veces (19 de septiembre de 1943, 5 de septiembre de 1944, 4 de mayo de 1945 y 22 de febrero de 1955) |
|  | Orden de Alejandro Nevski (22 de febrero de 1945)                                                                                     |
|  | Orden de la Guerra Patria de 1.er grado (24 de agosto de 1943)                                                                        |
|  | Orden de la Estrella Roja (26 de octubre de 1955)                                                                                     |
|  | Orden de la Gloria de 2.do (16 de febrero de 1944) y de 3.er grado (5 de febrero de 1944)                                             |
|  | Medalla por el Servicio de Combate (15 de noviembre de 1950)                                                                          |
|  | Medalla Conmemorativa por el Centenario del Natalicio de Lenin «Al valor militar»                                                     |
|  | Medalla por la Victoria sobre Alemania en la Gran Guerra Patria 1941-1945                                                             |
|  | Medalla Conmemorativa del 20.º Aniversario de la Victoria en la Gran Guerra Patria de 1941-1945                                       |
|  | Medalla Conmemorativa del 30.º Aniversario de la Victoria en la Gran Guerra Patria de 1941-1945                                       |
|  | Medalla por la Conquista de Berlín |
|  | Medalla por la Liberación de Praga |
|  | Medalla del 30.º Aniversario de las Fuerzas Armadas de la URSS                                                                        |
|  | Medalla del 40.º Aniversario de las Fuerzas Armadas de la URSS                                                                        |
|  | Medalla del 50.º Aniversario de las Fuerzas Armadas de la URSS                                                                        |
|  | Medalla del 60.º Aniversario de las Fuerzas Armadas de la URSS                                                                        |
|  | Medalla por Servicio Impecable de 1.er grado                                                                                          |